# Diêu Doanh Doanh
Diêu Doanh Doanh (sinh ngày 4 tháng 1 năm 1972), là một nữ diễn viên người Hong Kong gốc Singapore có tổ tiên là Triều Châu, Quảng Đông, cô từng đoạt giải hoa hậu Hoàn Vũ Singapore năm 1991, hiện đang là diễn viên của đài TVB.

## Sự nghiệp và đời tư
Sự nghiệp và đời tư
Năm 1991, Diêu Doanh Doanh tham gia cuộc thi Hoa hậu Singapore. Ban đầu, cô tham gia với tư thái thoải mái, không tranh giành ngôi vị. Thậm chí, ở sát đêm chung kết Diêu Doanh Doanh xin rút nhưng phía BTC không đồng ý. Cuối cùng, Diêu Doanh Doanh đã đăng quang ngôi vị cao nhất Ngoài ra cô còn giành thêm hai giải phụ là "Người đẹp thanh lịch" và "Người đẹp hình thể". Cũng với giải thưởng này, Diêu Doanh Doanh đã đại diện Singapore tham gia Miss Universe (Hoa Hậu Hoàn Vũ). Cũng tại đây, cô đã có cơ duyên cho cô gặp được Hoa hậu Hong Kong 1990 Viên Vịnh Nghi, khi Viên Vịnh Nghi đại diện Hong Kong tranh tài. Sau cuộc thi hai người vẫn giữ liên lạc và trở thành bạn của nhau. Được sự giới thiệu của cô bạn thân Viên Vịnh Nghi, Diêu Doanh Doanh đã đến Hong Kong để phát triển sự nghiệp. Đến năm 1995, cô đăng ký vào lớp đào tạo nghệ sĩ khóa 8 của TVB sau khi tốt nghiệp khóa đào tạo Diêu Doanh Doanh ký hợp đồng làm nghệ sĩ TVB. Với tài năng diễn xuất, cô được TVB chọn đưa vào kế hoạch Ngũ Mỹ Đồ, gồm 5 cô gái trẻ đẹp để lăng xê. Rất tiếc, chiến dịch lăng xê này không thành công và Diêu Doanh Doanh chưa có cơ hội lớn hơn để thể hiện mình.
Năm 2000, Diêu Doanh Doanh tiết lộ với truyền thông rằng đã chia tay cuộc tình 8 năm với người bạn trai bí mật, sau khi bị người bạn trai phản bội đã khiến cô tổn thương sâu sắc, tâm trạng hỗn loạn, suy sụp về tình cảm. Thậm chí mắc chứng biếng ăn, cân nặng của cô giảm mạnh và đã bật khóc trong bộ váy cưới trong một sự kiện quảng cáo cho phim Tình yêu muôn màu.
Nhiều năm sau, Diêu Doanh Doanh mới yêu trở lại, lần này cô đã chọn một người bạn trai ngoài ngành giải trí, hai người đã yêu nhau nhiều năm nhưng vẫn chưa có tin tức gì về ý định kết hôn.
Vào ngày 30 tháng 6 năm 2011, Diêu Doanh Doanh đã hạ sinh một bé trai 9,2 pound cho bạn trai 8 năm, con trai cô có tên là Lương Cam Hiền (梁淦賢, Evan Leung) . Cô ấy tuyên bố rằng mình không có ý định kết hôn và sẽ giải quyết các vấn đề tình yêu của mình.

## Phim đã tham gia

### Phim truyền hình
| Năm         | Tên phim tiếng Việt                       | Tên phim tiếng Anh                | Tên phim tiếng Trung | Vai diễn                                                   |
| 1995        | Nghĩa nặng tình thâm                      | A Kindred Spirit                  | 真情                 | Nhân viên bệnh viện Quế Châu                               |
| 1996        | Nhân viên điều tra II                     | The Criminal Investigator II      | O記實錄II            | Dương Yến Bình                                             |
| 1996        | Bùng nổ                                   | Outburst                          | 900重案追兇          | Brenda                                                     |
| 1997        | Hồ sơ trinh sát III                       | Detective Investigation Files III | 刑事偵緝檔案III      | Phương Niệm Tình                                           |
| 1997        | Hồ sơ công lý V                           | The File of Justice V             | 壹號皇庭V            | Triệu Lệ Doanh                                             |
| 1997        | Người Vô Hình                             | The Disappearance                 | 隱形怪傑             | Apple                                                      |
| 1998        | Bí mật của trái tim                       | Secret of the Heart               | 天地豪情             | Cao Nhã Văn (Apple）                                       |
| 1998        | Đội Chống Tệ Nạn (Tảo Hoàng Tiên Phong)   | Crimes Of Passion                 | 掃黃先鋒             | Trương Mạn Hồng                                            |
| 1998        | Định mệnh (Số mệnh người đàn bà)          | As Sure As Fate                   | 師奶強人             | Đường Vịnh Kỳ                                              |
| 1998        | Bàn tay nhân ái                           | Healing Hands                     | 妙手仁心             | Chu Thục Anh                                               |
| 1999        | Hồ Sơ Trinh Sát IV                        | Detective Investigation Files IV  | 刑事偵緝檔案IV       | Thiệu Chi Lam (Gigi）                                      |
| 1999        | Nhân Chứng                                | Witness to a Prosecution          | 洗冤錄               | Lam Thể Điệp                                               |
| 1999        | Lưới tình                                 | Web of Love                       | 網上有情人           | Thái Ngọc                                                  |
| 1999        | Truy tìm bằng chứng II                    | Untraceable Evidence II           | 鑑證實錄II           | Hoắc Huệ Tư                                                |
| 1999        | Bí ẩn trong nhà hát                       | A Loving Spirit                   | 全院滿座             | Hà Uyển Quân                                               |
| 2000        | Lực lượng phản ứng II                     | Armed Reaction II                 | 陀槍師姐II           | Thẩm Kiều                                                  |
| 2000        | Tình yêu muôn màu                         | Lost In Love                      | 大囍之家             | Đường Diệc Thư                                             |
| 2001        | Cỗ máy thời gian                          | A Step into the Past              | 尋秦記               | Triệu Cơ                                                   |
| 2001        | Bảy chị em                                | Seven Sisters                     | 七姊妹               | Trần Tố Ngọc                                               |
| 2002        | Mối Tình Chung Thủy                       | A Herbalist Affair                | 情牽百子櫃           | Phương Kiều                                                |
| 2002        | Niềm tin một đời                          | The Trust Of A Life Time          | 情事緝私檔案         | Phó Quốc Xương Diêu Ninh (tên giả)                         |
| 2003        | Trí dũng song hùng                        | Vigilante Force                   | 智勇新警界           | Lưu Ngọc Hân                                               |
| 2003        | Hồ sơ tuyệt mật                           | The 'W' Files                     | 衛斯理               | Dư Hoa                                                     |
| 2003        | Bao La Vùng Trời                          | Triumph In The Skies              | 衝上雲霄             | MiMi                                                       |
| 2003        | Kiếm thuật tinh túy                       | Hearts of Fencing                 | 當四葉草碰上劍尖時   | Trịn Tâm Mị                                                |
| 2004        | Tuổi Trung Niên                           | Life Begins At Forty              | 花樣中年             | Tôn Lạc Nhi                                                |
| 2004        | Giấc mộng hiệp sĩ                         | The Vigilante In The Mask         | 怪俠一枝梅           | Âu Dương phu nhân                                          |
| 2005        | Gia vị cuộc sống                          | Yummy Yummy                       | Yummy Yummy          | Dư Huệ Tâm                                                 |
| 2005        | Mưu sinh                                  | Hidden Treasures                  | 翻新大少             | Trác Ninh/ Ngao Thái Ninh                                  |
| 2005        | Đội Cứu Hộ Trên Không                     | Always Ready                      | 隨時候命             | Chị Cat                                                    |
| 2005        | Phận nữ long đong                         | Women On The Run                  | 窈窕熟女             | Lâm Bội Ty                                                 |
| 2005        | Mẹ chồng khó tính                         | Wars of In-Laws                   | 我的野蛮奶奶         | Triệu Thục Linh                                            |
| 2005        | Tâm lý mê ảo                              | Placebo Cure                      | 心理心裏有個謎       | Hình Phong                                                 |
| 2006        | Kỳ án nhà Thanh                           | A Pillow Case of Mystery          | 施公奇案             | Giả Tú Ngọc (vợ hai)                                       |
| 2006        | Bí Mật Bảo Tàng                           | The Biter Bitten                  | 人生馬戲團           | Tống Diệu Tư                                               |
| 2006        | Đại gia đình                              | Welcome to the House              | 高朋滿座             | Lã Điềm                                                    |
| 2006        | Cạm bẫy                                   | Dicey Business                    | 賭場風雲             | Thạch Uyển Doanh                                           |
| 2006        | Bảo hiểm tình yêu                         | Love Guaranteed                   | 愛情全保             | Mạch Đỗ Thu Quyên                                          |
| 2007        | Thử thách hôn nhân                        | The Family Link                   | 師奶兵團             | Bà Thái                                                    |
| 2007        | Nỗi lòng của cha                          | Fathers and Sons                  | 爸爸閉翳             | Jessica                                                    |
| 2007        | Kẻ gian xảo                               | Men Don't Cry                     | 奸人堅               | Trương Đới Liên                                            |
| 2007        | Quy luật sống còn II                      | Survivor's Law II                 | 律政新人王II         | Zanbi                                                      |
| 2008        | Mẹ chồng khó tính II                      | Wars of In-Laws II                | 野蠻奶奶大戰戈師奶   | Carol                                                      |
| 2008        | Cái giá của danh vọng                     | Wasabi Mon Amour                  | 和味濃情             | Mandy                                                      |
| 2008        | Lời nói ngọt ngào                         | Speech of Silence                 | 甜言蜜語             | Tôn Yến Phân                                               |
| 2008        | Tình yêu và thù hận                       | Love Exchange                     | 疑情別戀             | Châu Diễm Hồng                                             |
| 2008        | Bằng Chứng Thép II                        | Forensic Heroes II                | 法證先鋒II           | Chung Uyển Mị                                              |
| 2008        | Oan gia tương phùng                       | Your Class or Mine                | 尖子攻略             | Tô Hữu Vy                                                  |
| 2008        | Vô chủ chi thành                          | Last One Standing                 | 與敵同行             | Lợi Bội San                                                |
| 2009        | Trái bí lớn                               | The Winter Melon Tale             | 大冬瓜               | Lý Ái                                                      |
| 2009        | Đội điều tra tinh nhuệ (ID tinh an))      | The Threshold of a Persona        | ID精英               | Hàn Tố Trinh (Mary)                                        |
| 2009        | Tình đồng nghiệp                          | Off Pedder                        | 畢打自己人           | Trang cô nương                                             |
| 2009        | Con đường phú quý (Phú quý môn)           | Born Rich                         | 富貴門               | Lương Vận Di (Wendy）                                      |
| 2009        | Hổ phụ sinh hổ tử (Người bố tuyệt vời)    | A Chip Off the Old Block          | 巴不得爸爸...        | Triệu Mẫn Đan                                              |
| 2010        | Ngũ Vị Nhân Sinh                          | The Season of Fate                | 五味人生             | A Hoàn                                                     |
| 2010        | Thu Hương và Đường Bá Hổ                  | In the Eye of the Beholder        | 秋香怒點唐伯虎       | Lý Ngọc Kiều                                               |
| 2010        | Thiết mã phục thù                         | A Fistful of Stances              | 鐵馬尋橋             | Hầu Hà Hoa                                                 |
| 2010        | Kỳ án nhà Thanh 2                         | A Pillow Case of Mystery II       | 施公奇案II           | Giả Tú Ngọc (Vợ hai)                                       |
| 2010        | Nỗi đau người phụ nữ (Hạnh phúc đắng cay) | Beauty Knows No Pain              | 女人最痛             | Bà Kim                                                     |
| 2010        | Độc tâm thần thám                         | Every Move You Make               | 讀心神探             | Ngô Mỹ Như                                                 |
| 2010        | Nghĩa hải hào tình                        | No Regrets                        | 巾幗梟雄之義海豪情   | Huỳnh - Lý Ngọc Quỳnh (chị Quỳnh)                          |
| 2010        | Văn phòng bác sĩ                          | Show Me the Happy                 | 依家有喜             | Bà Lam                                                     |
| 2011        | Ván bài gia nghiệp                        | The Rippling Blossom              | 魚躍在花見           | Điền Gia Tuệ (Yoshiho）                                    |
| 2011        | Câu chuyện gia đình (Bếp lửu gia đình)    | The Rippling Blossom              | 誰家灶頭無煙火       | May                                                        |
| 2011        | Đồn cảnh sát số 7                         | Police Station Number 7           | 七號差館             | Y tá trưởng Trần                                           |
| 2011        | Mỳ gia đại chiến                          | Wax and Wane                      | 團圓                 | Vạn Thục Quyên                                             |
| 2011        | Thần thám Phúc Lộc Thọ                    | Super Snoops                      | 荃加福祿壽探案       | Bà Đồng                                                    |
| 2011        | Lời hứa vội vàng                          | Til Love Do Us Lie                | 結·分@謊情式         | Ngô Đức Nhàn (Maggie）                                     |
| 2012-2015   | Mái ấm gia đình                           | Come Home Love                    | 愛·回家 (第一輯)     | Lâu Thượng Hảo (Amanda)                                    |
| 2012        | Phi hổ                                    | Tiger Cubs                        | 飛虎                 | Trương Tiểu Doanh                                          |
| 2012        | Ranh giới thiện ác                        | Highs and Lows                    | 雷霆掃毒             | Chu Lệ Hà                                                  |
| 2012        | Vòng quay hạnh phúc                       | Missing You                       | 幸福摩天輪           | Kiều Di                                                    |
| 2013        | Nữ cảnh tác chiến                         | Sergeant Tabloid                  | 女警愛作戰           | Chung Hải Nhạn (Coco）                                     |
| 2013        | Thần thám Cao Luân Bố                     | Bullet Brain                      | 神探高倫布           | Bà Đường                                                   |
| 2013        | Hoán đổi nhân tâm                         | A Change of Heart                 | 好心作怪             | Bà Trương                                                  |
| 2013        | Quý ông thời đại                          | Awfully Lawful                    | 熟男有惑             | Trâu Tiểu Na                                               |
| 2014        | Tìm lấy ngày mai (Tái chiến minh thiên)   | Tomorrow Is Another Day           | 再戰明天             | Vợ của Diệp Thế Hưởng                                      |
| 2015        | Dĩ hòa vi quý                             | Smooth Talker                     | 以和為貴             | Diêu Bích San                                              |
| 2016        | Thiết mã chiến xa                         | Speed of Life                     | 鐵馬戰車             | Triệu Kỳ Tư (Margaret)                                     |
| 2016        | Mái ấm gia đình 2                         | Come Home Love                    | 愛·回家 (第二輯)     | Lâu Thượng Hảo (Amanda) Khách mời xuất hiện từ tập 993-995 |
| 2016        | Ngự y cuối cùng                           | The Last Healer In Forbidden City | 末代御醫             | Đỗ Thu Bình                                                |
| 2016        | Mái ấm gia đình 3                         | Come Home Love III Dinner         | 愛·回家之八時入席    | Chị Doanh Doanh                                            |
| 2016        | Định mệnh                                 | Presumed Accid                    | 純熟意外             | Đặng Ái Quân (Ida)                                         |
| 2016        | Tình yêu và ngã rẽ                        | Between Love & Desire             | 完美叛侶             | Châu Nhân Phương                                           |
| 2016        | Ẩm thực thần thám                         | Inspector Gourmet                 | 為食神探             | Bà Mã                                                      |
| 2016        | Luật sư đại tài                           | Law dis-Order                     | 律政強人             | Tạ Tuyết Lệ                                                |
| 2016        | Con rối hào môn                           | Two Steps From Heaven             | 幕後玩家             | Danh Viên                                                  |
| 2016        | Sự hồi sinh trí mạng                      | Dead Wrong                        | 致命復活             | Hà Dĩnh Nghiên (Wing)                                      |
| 2017 - 2020 | Mái ấm gia đình                           | Come Home Love: Lo and Behold     | 愛·回家之開心速遞    | Thẩm Giai Nghi (Helen, chị Helen)                          |
| 2017        | Quý nàng hẩm phận                         | The No No Girl                    | 全職沒女             | La Lệ Chi                                                  |
| 2017        | Tình thương của mẹ hổ                     | Tiger Mom Blues                   | 親親我好媽           | Trương Cổ Tuệ Quân (Bà Trương)                             |
| 2017        | Ba chị em ( Ra mắt ở nước ngoài năm 2007) | Phoenix Rising                    | 蘭花刼               | Cao Lợi Lợi                                                |
| 2017        | Mẹ vợ rực rỡ                              | The Tofu War                      | 燦爛的外母           | Đậu Hoa                                                    |
| 2017        | Đội điều tra linh tinh                    | Nothing Special Force             | 雜警奇兵             | Hồng                                                       |
| 2017        | Những kẻ ba hoa                           | My Ages Apart                     | 誇世代               | Lục Nguyệt Nga                                             |
| 2018        | Cuộc chiến nữ quyền                       | The Forgotten Valley              | 平安谷之詭谷傳說     | Lão Phân tẩu                                               |
| 2018        | Xin chào sếp nhé                          | Watch Out Boss                    | 波士早晨             | Từ Đường Gia Tuệ                                           |
| 2018        | Baby đến rồi                              | Who wants a baby                  | BB來了               | Mã Thiên Na                                                |
| 2018        | Thưa ngài thẩm phán                       | OMG, Your Honour                  | 是咁的，法官閣下     | Mẹ của Kiệt                                                |
| 2018        | Hội đồng cứu vợ                           | Wife Interrupted                  | 救妻同學會           | Đường Đới Vận Bình                                         |
| 2019        | Đối tác hôn nhân                          | My Commissioned Lover             | 婚姻合伙人           | Tài xế xe buýt nhỏ                                         |
|             | Đặc cảnh sân bay                          | Airport Strikers                  | 機場特警             | Chu Phụng Châu                                             |
| 2020        | Pháp sư bất đắc dĩ 2                      | The Exorcist's 2nd Meter          | 降魔的2.0            | Lucy                                                       |
| 2020        | Người chuột                               | Ratman To The Rescue              | 過街英雄             | Bà Trịnh                                                   |
| 2021        | Vạch tội                                  | Shadow of Justice                 | 伙記辦大事           | Viên Bội                                                   |
| 2021        | Tình yêu không rảnh giới                  | Beauty And The Bos                | 愛美麗狂想曲         | Helen                                                      |
| 2021        | Thất công chúa                            | Battle Of The Seven Sisters       | 七公主               | Lý Thục Phân                                               |
| 2021        | Quyền vương                               | The Ringmaster                    | 拳王                 | Dư Hinh Vận                                                |
| 2022        | Anh hùng thiết quyền                      | The Righteous Fists               | 鐵拳英雄             | Chúng Mỹ Cầm                                               |
| 2022        | Trở về                                    | Communion                         | 回歸                 | Shirley                                                    |
| 2022        | Điện hạ ma mãnh                           | Your Highness                     | 痞子殿下             | Phong tứ nương                                             |
| 2023        | Kho báu định mệnh                         | Treasure of Destiny               | 新四十二章           | Châu Lai Đệ                                                |
| 2023        | Chó cưng của tôi                          | My Pet My Angel                   | 寵愛Pet Pet          | Ba Ba Lạp                                                  |
| 2024        | Nhật ký nghề bay                          | The Airport Diary                 | 飛常日誌             | Dương Lệ Thường                                            |
| 2025        | Điện hạ ma mãnh 2                         | Your Highness 2                   | 痞子無間道           |                                                            |

### Phim điện ảnh
| Năm  | Tên phim tiếng Việt                 | Tên phim tiếng Anh       | Tên phim tiếng Trung | Vai diễn         |
| 1997 | Thập vạn hỏa cấp                    | Lifeline                 | 十萬火急             | Janet            |
| 2003 |                                     | Dragon Loaded 2003       | 龍發威               | Linda            |
| 2010 | 72 khách trọ                        | 72 Tenants of Prosperity | 72家租客             | Người mai mối    |
| 2013 | Truy hung                           | Fairy Tale Killer        | 追凶                 | Nữ thanh tra     |
| 2013 | Thám tử mù                          | Blind Detective          | 盲探                 | Con dâu của Bằng |
| 2013 | Chiến tranh thuốc phiện (Độc Chiến) | Drug War                 | 毒戰                 | Vương Hỷ Muội    |

### Chương trình truyền hình
| Năm  | Tên chương trình               |
| 1996 | 文化廣場                       |
| 1997 | 永安旅遊話你知：點解歐洲咁好玩 |
| 1997 | 永安中國旅遊年 吃喝玩樂在貴州  |
| 1998 | 康泰最緊要好玩 泰國旅遊新路線  |
| 1998 | 旅遊大搜索                     |
| 2000 | 永安旅遊話你知：點解肇慶咁好玩 |
| 2000 | 星晨旅遊日本真的感受           |
| 2001 | 永安旅遊話你知：點解歐洲咁好玩 |
| 2001 | 極速瘦身大激鬥                 |
| 2002 | 永安旅遊話你知：點解廣東咁好玩 |
| 2003 | 漫遊冰城哈爾濱                 |
| 2003 | 星晨旅遊泰國寮國真程趣         |
| 2004 | 星晨旅遊埃及真程趣             |
| 2024 | 獎門人春節感謝祭               |

### Tham gia MV
| Năm  | Tên bài hát bằng tiếng Việt | Tên bài hát bằng tiếng Trung | Ca sỹ           |
| 1992 | Phong cách thật sự của tôi  | 真我的風采                   | Lưu Đức Hoa     |
| 1994 | Khát vọng                   | 渴望                         | Quách Phú Thành |

## Quảng cáo đã tham gia
- Năm 2003：slimtech beauty減肥堂Lưu trữ ngày 18 tháng 8 năm 2020 tại Wayback Machine (Diêu Doanh Doanh，Hồng Hân)
- Năm 2015：維特健靈滋寶奇珍Lưu trữ ngày 18 tháng 8 năm 2020 tại Wayback Machine

## Đề cử và giải thưởng

### Hoa hậu Hoàn vũ Singapore
| Năm  | Cuộc thi                  | Giải thưởng               | Kết quả   |
| ---- | ------------------------- | ------------------------- | --------- |
| 1991 | Hoa hậu Hoàn vũ Singapore | Hoa hậu Hoàn vũ Singapore | Đoạt giải |
| 1991 | Hoa hậu Hoàn vũ Singapore | Người đẹp thanh lịch      | Đoạt giải |
| 1991 | Hoa hậu Hoàn vũ Singapore | Người đẹp thể hình        | Đoạt giải |

### Giải thưởng thường niên TVB
| Năm  | Giải thưởng                | Thể loại                                                               | Phim                | Kết quả |
| ---- | -------------------------- | ---------------------------------------------------------------------- | ------------------- | ------- |
| 1998 | TVB Anniversary Award 1998 | Cặp đôi cộng tác xuất sắc (Hạng mục phim truyền hình) với La Gia Lương | Bí mật của trái tim | Đề cử   |
| 1998 | TVB Anniversary Award 1998 | Giải thưởng đột phá lớn trên màn ảnh (Hạng mục phim truyền hình)       |                     | Đề cử   |
| 2002 | TVB Anniversary Award 2002 | Nữ diễn viên tiến bộ vượt bậc được yêu thích nhất trong năm            | Mối tình chung thủy | Đề cử   |
| 2003 | TVB Anniversary Award 2003 | Nữ diễn viên tiến bộ vượt bậc được yêu thích nhất trong năm            | Trí dũng song toàn  | Đề cử   |